# Servais Detilleux
Servais Joseph Detilleux, né à Stembert-lez-Verviers le 10 septembre 1874 et mort à Bruxelles en 1940, est un peintre, graveur et sculpteur belge. 

## Biographie
Élève de Jean-François Portaels et de Léon Brunin, il expose au Salon des artistes français dès 1914 et y obtient une mention honorable en 1922. Fondateur au Salon du prix de l'Yser en hommage à la fraternité franco-belge durant la Première Guerre mondiale, il présente au Salon de 1929 les toiles Silencieuse prière et Portrait de Mme Léon Brunin et un buste en plâtre du Pianiste Jean Chastaing. Il y remporte aussi comme graveur une mention honorable.

## Galerie

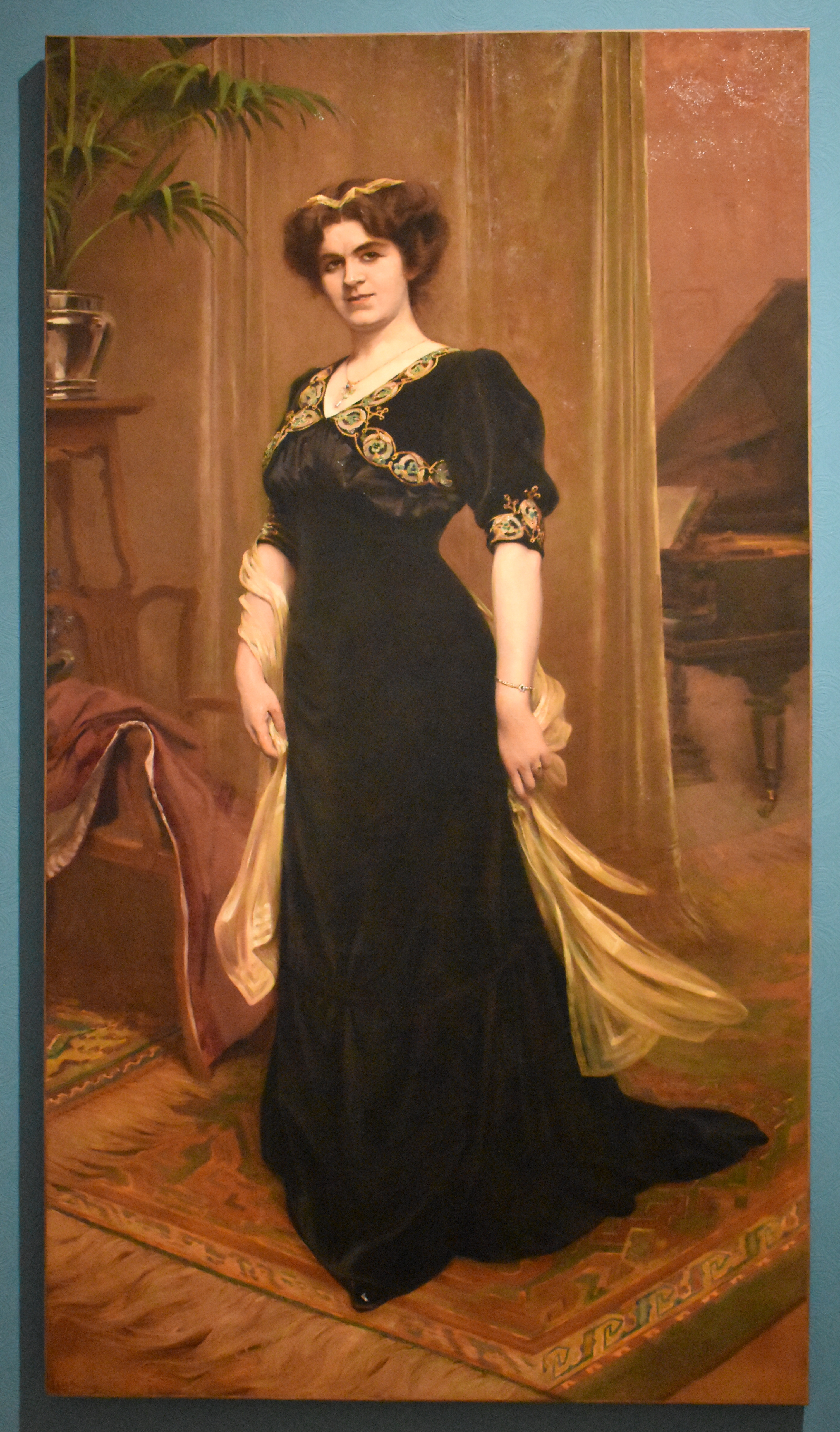
Portrait de femme en pied (Musée des Beaux-Arts de Carcassonne)
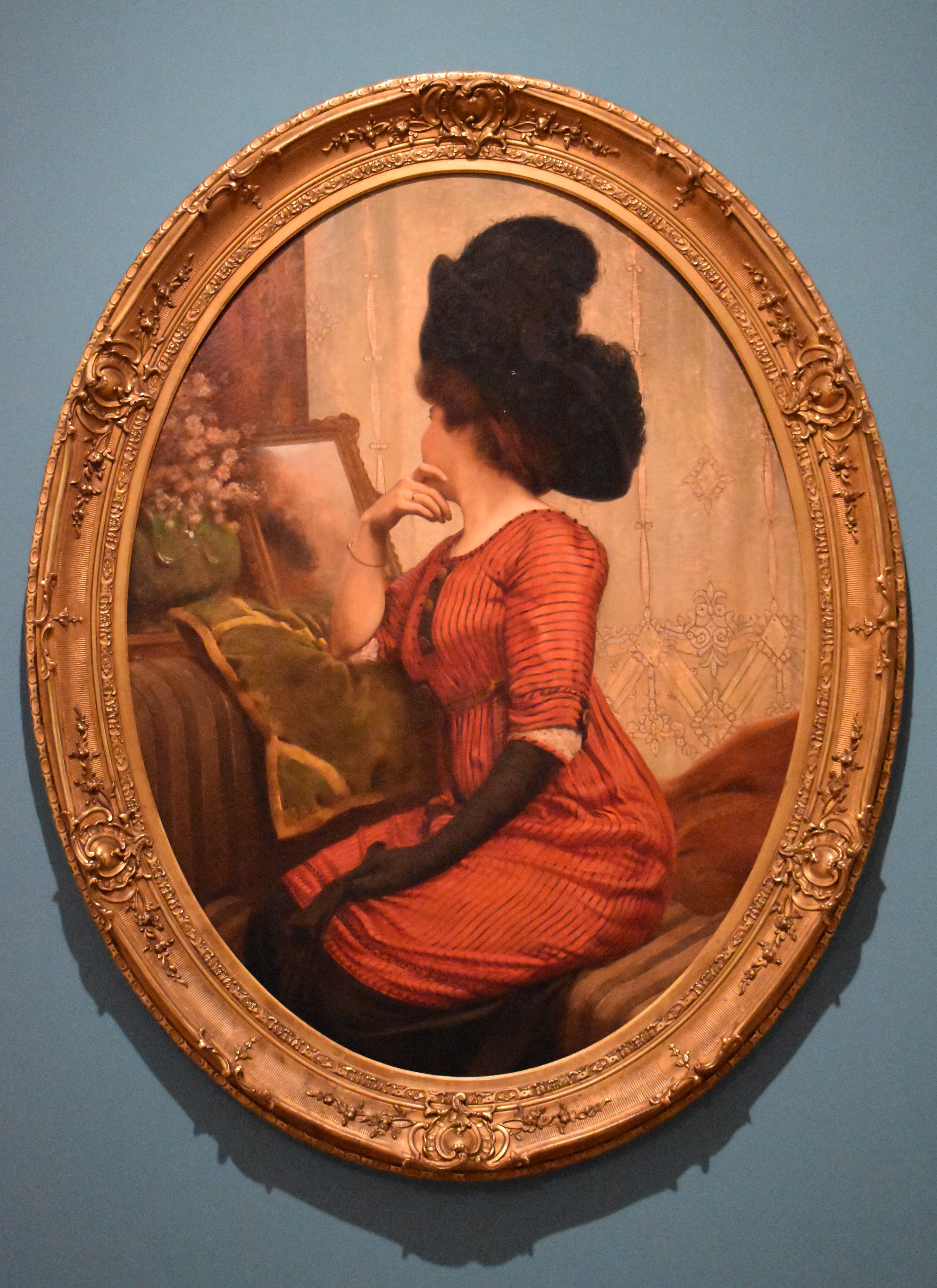
La Femme en rouge (1911, Musée des Beaux-Arts de Carcassonne)
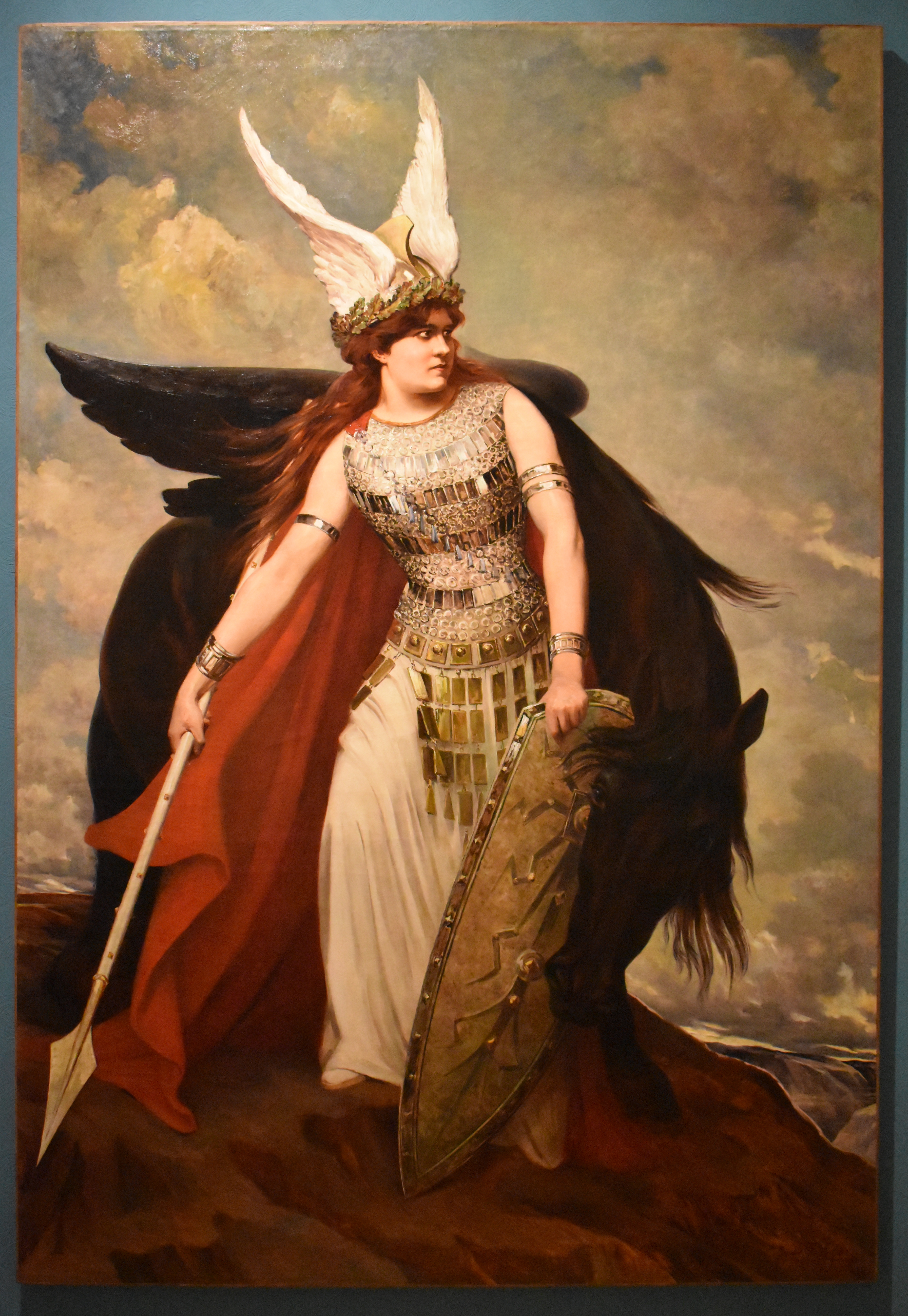
La Walkyrie (avant 1934, Musée des Beaux-Arts de Carcassonne)